# せいなるめぐみ
『せいなるめぐみ』は、荒井チェリーによる日本の4コマ漫画作品。芳文社発行の雑誌『まんがタイムきららキャラット』にて2009年5月号から2011年12月号にかけて連載。

## ストーリー
お嬢様学校に通っていた刑部聖は、中学卒業後地元の公立高校に進学する。そこで聖はいとこの一柳ひより、さらにその幼なじみの新宮光正と椿乙女に出会う。4人の過ごす少しズレた日常を描く、ラブコメ要素を含んだギャグストーリー。

## 登場人物
刑部聖（おさかべ せい）
声 - 松井恵理子（『三者三葉』アニメ版）
地元でホテルやデパートを経営する由緒ある資産家「刑部家」の娘。高校1年生。ゆるくウェーブのかかったピンクのロングヘア、長身でスタイル抜群の美少女。
中学時代はお嬢様学校である「迷迭香（まんねんろう）女学院」へ通っていた。そのせいでお嬢様学校に居たときのクセが抜けず、常識や感覚が一般人とは少しズレている。表面上は人当たりのいい上品な女の子に見えるが、実際は庶民的でフランクかつ表裏のある性格。護身術を身につけており運動も得意。母方の従姉妹であるひよりとは、同族嫌悪からか口を開けば罵詈雑言の飛び交うケンカ友達。
幼い頃から世話をしてくれている恵に対して崇拝に近い愛情を抱いており、恵の前では可愛い女の子を演じている。味オンチである恵に育てられたせいで同レベルの味オンチ。
一柳ひより（いちやなぎ ひより）
声 - 黒沢ともよ（『三者三葉』アニメ版）
聖の母方の従姉妹。高校1年生。青みがかった黒髪をポニーテールにしている。
小学生並に小柄だが明朗快活でしっかりした性格。聖とは同族嫌悪からか口を開けば罵詈雑言の飛び交うケンカ友達だが、聖に比べると遙かに常識的な感覚の持ち主で専らツッコミ役。
実母を亡くした後に父親が再婚しているが、新しく生まれた妹を可愛がっているようで家庭は上手くいっている様子。
昼食は自分で作ったおにぎりを持ってきているが、中に普通では入れないような様々な具材を入れている。
新宮光正（しんぐう みつまさ）
ひよりの幼なじみの少年。高校1年生。長身で灰色の髪をしたなかなかの美男子。
真面目で善良な性格の純情少年だが気が弱く、そのせいか子供の頃はいじめられたり色々酷い目に遭っていたらしい。地元ではそこそこ有名な「新宮医院」の息子だが、光正自身は成績も普通で身体も大して強くない自分にコンプレックスを抱いている。
初めて会ったときに聖に一目惚れするが、聖には全く異性として意識されておらず、悩んでいる。
椿乙女（つばき おとめ）
ひよりと光正の幼なじみの少女。高校1年生。腰まである黒のロングヘアの和風美少女。
心に思っている事が表に出ない為、いつもぽややんとしているおっとりお嬢様と周囲には思われている。口数は少ないが、その分モノローグが非常に多い。
老舗旅館「椿旅館」の娘であり「お嬢としてのプライド」から、地元の名士「刑部家」の娘である聖に強い対抗心を抱いているが、気が弱いので口には出せず表向き仲良くしている。小学生時代はひより&光正と一緒だったが、別の中学へ進学していたので2人とは3年ぶりの再会となった。ちなみに乙女も「迷迭香女学院」に入学したかったのだが受験で落ちており、それが聖への敵愾心に拍車をかけることになる。
ある一件をきっかけに百合趣味に目覚めてしまい、それ以来聖やひよりのことを意識するようになる。特に聖に対しては、対抗心と百合的な感情の狭間で悶々としている模様。
仁礼恵（にれ めぐみ）
聖の身の回りの世話をしている青年。年齢不詳。長身スマートな美男子。家事全般をこなすスーパー主夫だが、味オンチな為に作る料理は地味に不味い。

## 書籍情報
芳文社より「まんがタイムKRコミックス」として全2巻が刊行されている。
1. 第1巻（2010年6月26日発売 7月11日初版発行） ISBN 978-4-8322-7920-9
2. 第2巻（2011年12月26日発売 2012年1月10日第1刷発行） ISBN 978-4-8322-4095-7